# Чемп (страва)
Чемп — традиційна страва ірландської кухні. До складу входить картопля, дрібно нарізана та пастеризована в молоці цибуля, вершкове масло, а також, можливо, сіль та чорний перець. Це проста та дешева страва, рецепт цього пюре дуже простий у приготуванні. У залежності від регіону його називають як «cally» або «poundies».